# Marsilea nashii
Marsilea nashii là một loài dương xỉ trong họ Marsileaceae. Loài này được Underw. mô tả khoa học đầu tiên năm 1906.
Danh pháp khoa học của loài này chưa được làm sáng tỏ. 